# Carolina Bartczak
Carolina Bartczak (Gehrden, 5 ottobre 1985) è un'attrice canadese di origini polacche.

## Biografia
Bartczak è nata in Germania Ovest dopo che i suoi genitori sono sfuggiti alla legge marziale in Polonia. Emigrata in Canada con la sua famiglia, Bartczak è cresciuta a Kitchener, in Ontario. Ha studiato biochimica all'Università di Toronto e ha lavorato come scrittrice e fotografa di viaggio nel sud della Croazia. Si è dedicata alla recitazione nel 2009 e ha frequentato la Neighborhood Playhouse School of the Theatre di New York City. Bartczak ha la doppia cittadinanza tra Canada e Polonia e parla fluentemente francese e polacco. È nota al grande pubblico principalmente per il suo ruolo di Magda Lehnsherr, la moglie di Erik Lehnsherr/Magneto, in X-Men - Apocalisse e come Maura Mackenzie nel film della CBC An Audience of Chairs.

## Filmografia parziale
- The Mysteries of Alfred Hedgehog - serie TV (2010)
- Covert Affairs - serie TV (2010-2014)
- The Listener - serie TV (2009-2014)
- Brick Mansions, regia di Camille Delamarre (2014)
- Indagini ad alta quota - serie TV (2015)
- X-Men - Apocalisse (X-Men: Apocalypse), regia di Bryan Singer (2016)
- The Bold Type - serie TV (2018)
- Carter - serie TV (2019)
- Most Dangerous Game, regia di Phil Abraham (2020)
- Moonfall, regia di Roland Emmerich (2022)
- Painkiller - serie TV (2023)
- Beacon 23 - serie TV (2023)